# Ben Shapiro
Benjamin Aaron Shapiro, detto Ben (Los Angeles, 15 gennaio 1984), è uno scrittore, editorialista ed opinionista statunitense di origini ebraiche.
Noto per il suo podcast The Ben Shapiro Show, Ben Shapiro è considerato uno dei volti più noti della televisione statunitense ed un punto di riferimento per il pubblico di idee conservatrici.

## Biografia
È nato a Los Angeles (California) all'interno di una famiglia ebraica emigrata in parte dalla Russia.
Da adolescente ha frequentato la Walter Reed High School, diplomandosi nel 2000; ha proseguito i suoi studi alla Los Angeles University e in seguito alla Harvard Law School, ottenendo il Bachelor of Arts e il Master of Arts in scienze politiche nel 2007.

## Carriera
Shapiro ha iniziato ad interessarsi alla politica in giovane età. È stato assunto dalla Creators Syndicate a diciassette anni e all'età di ventuno anni aveva già scritto due libri.
Nel suo libro Brainwashed, Shapiro sostiene che gli studenti non siano esposti a una gamma abbastanza vasta di punti di vista nelle università a causa della prevalenza di docenti universitari di sinistra.
Nel 2011 la HarperCollins ha pubblicato il suo quarto libro, Primetime Propaganda: The True Hollywood Story of How the Left Took Over Your TV, nel quale Shapiro sostiene che Hollywood sia politicamente schierata a sinistra e diffonda le sue idee politiche attraverso i programmi d'intrattenimento in prima serata. Nel libro i produttori di Happy Days e M*A*S*H ammettono di aver seguito all'interno delle serie un'agenda politica pacifista e contraria alla guerra del Vietnam. Nello stesso anno dell'uscita di Primetime Propaganda, Shapiro è diventato socio del David Horowitz Freedom Center.
Nel 2013 il suo quinto libro, Bullies: How the Left's Culture of Fear and Intimidation Silences Americans è stato pubblicato dalla Threshold Editions.
Il 7 ottobre 2013 Shapiro ha fondato il sito di notizie e attivismo TruthRevolt, in associazione con il David Horowitz Freedom Center, chiuso cinque anni dopo, il 7 marzo 2018. Nel 2012 è stato assunto come editor-at-large di Breitbart News. sito fondato da Andrew Breitbart. Nel marzo 2016 si è dimesso dalla posizione a causa dell'assenza di supporto alla reporter Michelle Fields dopo la presunta aggressione di Corey Lewandowski, al tempo direttore della campagna elettorale di Donald Trump.
Shapiro è inoltre caporedattore del sito The Daily Wire dal 2015. Conduce quotidianamente il suo podcast online, The Ben Shapiro Show, scaricato dieci milioni di volte al mese secondo dati del novembre del 2017. Il podcast è stato trasmesso via radio dalla Westwood One nel 2018.
In un articolo del 7 febbraio del 2013 ha citato fonti non specificate del Senato, secondo cui un gruppo chiamato "Friends of Hamas" ("Amici di Hamas") sarebbe tra i sostenitori della campagna di Chuck Hagel, un ex senatore doveva essere confermato come Segretario della difesa dal presidente Barack Obama. Settimane dopo, un giornalista dello Slate, David Weigel, ha segnalato l'assenza di prove che potessero dimostrare l'esistenza di tale gruppo. Shapiro ha in seguito riferito a Weigel che all'interno dell'articolo da lui pubblicato "vi era la totalità delle informazioni in suo possesso".
Dal 2016 è stato co-conduttore di The Morning Answer della KRLA, un programma radiofonico conservatore. Alcune email rivelarono che Shapiro fosse sottoposto a pressioni dei dirigenti della Salem Media (la società detentrice del programma), che gli richiesero di supportare Trump durante le elezioni presidenziali del 2016. Nonostante ciò, Shapiro rimase estremamente critico nei confronti del candidato repubblicano.

## Opinioni politiche
Le sue opinioni politiche sono state descritte dal New York Times come «estremamente conservatrici». Shapiro accusa i democratici statunitensi di aver creato una "gerarchia del vittimismo" e di aver glorificato le presunte vittime, determinando la nascita della politica identitaria. Shapiro ritiene che i liberal usino il dominio sul cinema e sulla televisione per promuovere le loro idee politiche. Sostiene inoltre che l'elezione di Donald Trump sia stato un voto contro i democrats e in particolare contro Hillary Clinton, più che un voto a favore del conservatorismo di Trump. Shapiro ritiene inoltre che, sebbene gli afroamericani siano stati in passato vittime di ingiustizie negli Stati Uniti, oggi non siano più bersaglio di discriminazione da parte dello stato.. Ben Shapiro si è dichiarato favorevole al Vaccino anti COVID-19, alla pena di morte, alla legalizzazione della marijuana, allo Stato di Israele, alla difesa dell'Ucraina invasa e alla sovranità di Hong Kong e Taiwan. Si è dichiarato contrario all'aborto, all'eutanasia, all’omosessualità e al controllo delle armi. Ha inoltre affermato di credere al cambiamento climatico, ma ritiene eccessivamente pessimistiche molte delle previsioni riguardanti questo tema.

## Bersaglio di antisemitismo
Nel maggio del 2016 il New York ha riportato:
(Jesse Singal, Explaining Ben Shapiro’s Messy, Ethnic-Slur-Laden Breakup With Breitbart)
In un articolo sulla National Review, Shapiro ha inoltre scritto:
(Ben Shapiro, Trump’s Anti-Semitic Supporters)
Sempre lo stesso anno, la showgirl Tila Tequila, simpatizzante del leader alt-right Richard B. Spencer, ha scritto su Twitter che Shapiro andava "gasato e rispedito in Israele".

## Vita privata
Nel 2008 ha sposato un medico di nome Mor Toledano, cittadina israeliana di origini marocchine; la coppia ha avuto due figlie e due figli.

## Pubblicazioni
- (EN) Brainwashed: How Universities Indoctrinate America's Youth, WND Books, 2004, ISBN 0-78526148-6.
- (EN) Porn Generation: How Social Liberalism Is Corrupting Our Future, Regnery, 2005, ISBN 0-89526016-6.
- (EN) Project President: Bad Hair and Botox on the Road to the White House, Thomas Nelson, 2008, ISBN 1-59555100-X.
- (EN) Primetime Propaganda: The True Hollywood Story of How the Left Took Over Your TV, Harper Collins, 2011, ISBN 0-06209210-3.
- (EN) Bullies: How the Left's Culture of Fear and Intimidation Silences America, Threshold Editions, 2013, ISBN 1-47671001-5.
- (EN) The People vs. Barack Obama: The Criminal Case Against the Obama Administration, Threshold Editions, 2014, ISBN 1-47676513-8.
- (EN) A Moral Universe Torn Apart, Creator's Publishing, 2014.
- (EN) What's Fair and Other Short Stories, Revolution Books, 2015.
- (EN) True Allegiance, Post Hill Press, 2016, ISBN 1-68261077-2.
- (EN) The Right Side of History, Broadside Books, 2019, ISBN 0062857908.
- (EN) How to Destroy America in Three Easy Steps, Harper Collins, 2020, ISBN 9780063001879.